# Urme șamaniste în folclorul maghiar
Șamanismul maghiar a fost descoperit prin metodele comparative ale etnologiei, concepute pentru a analiza și interpreta date etnografice conținute în basmele populare maghiare, în cântece și în limbaj, sau prin compararea culturilor și a surselor istorice.

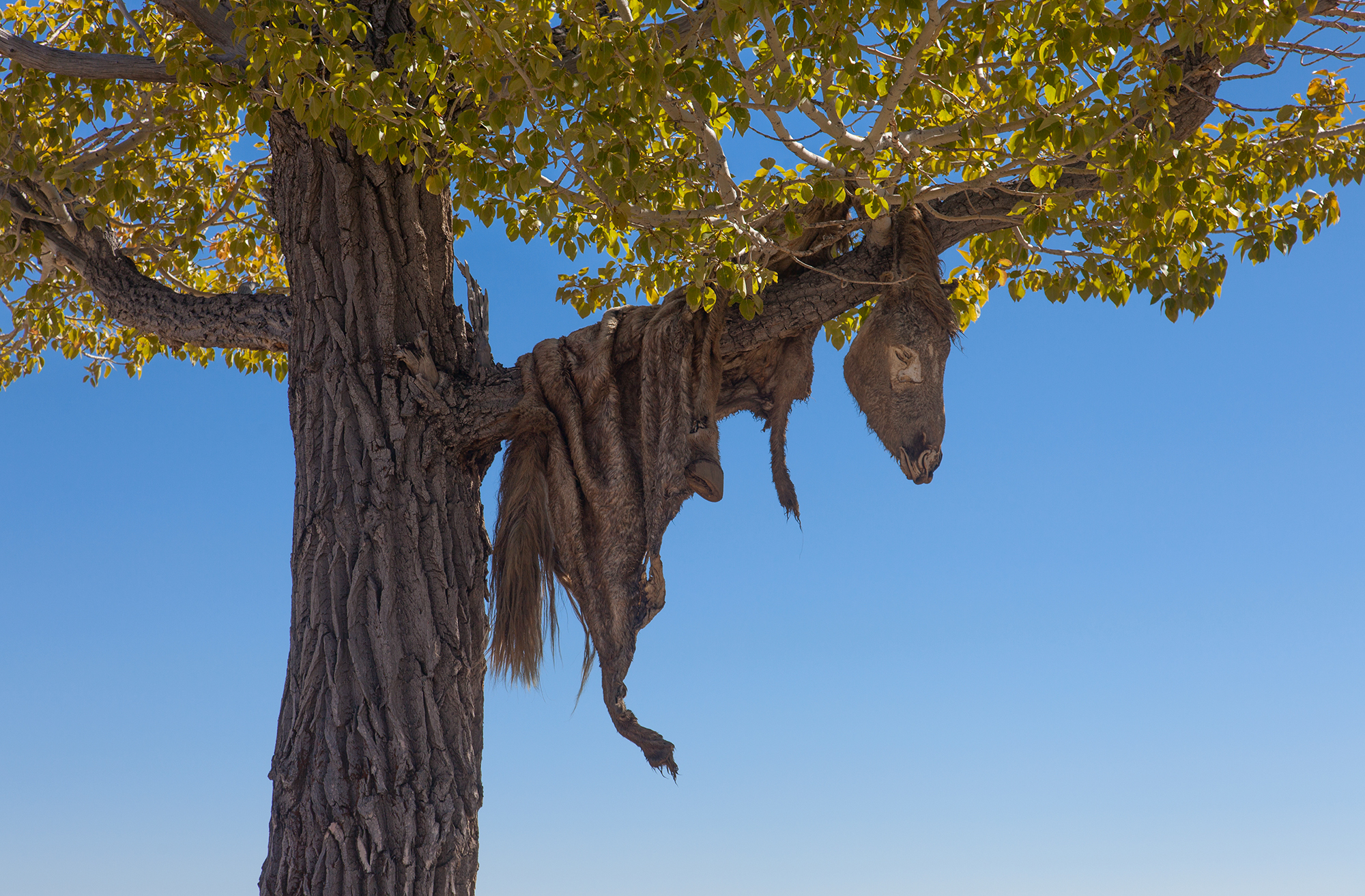
Ritual șamanic

## Cercetare

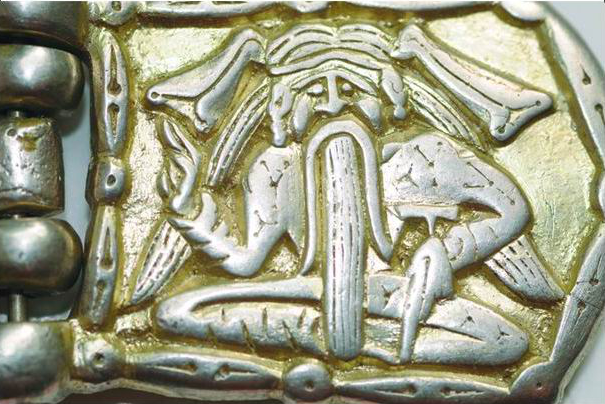
Un element de fixare din secolul al 9-lea, descoperit în Kirovohrad Oblast, Ucraina

### Cronologie
Studii făcute pe documentele proceselor intentate vrăjitoarelor arată că unele caracteristici din folclorul maghiar sunt resturi ale unor credințe șamanice, venind din trecutul profund, sau, eventual, împrumutate de la popoarele turcice cu care maghiarii au conviețuit înainte de migrarea în Bazinul Panonic sau poate este un efect al influenței estice ulterioare (migrația cumană).

### Dovezi
Aceste resturi sunt parțial conservate fragmentar de unele caracteristici ale unor obiceiuri și credințe, de exemplu:
- refrenele anumitor cântece populare care însoțesc unele datini;
- anumite motive din basmele populare, de exemplu, copacul care ajunge până la cer, ,  credință existentă la mai multe popoare uralice, având unele asemănări cu conceptul de copac al lumii , dar și cu copacul șamanului având și alte particularități.[3]

## Caracteristici
De asemenea, au fost oameni care au avut roluri similare cu cele efectuate de către șamani la alte popoare: de ghicitor, prevestirea vremii, găsirea de obiecte pierdute. Aceste persoane sunt legate de șamanism (în contrast cu vracii culturilor non-șamanice), pentru că primii sunt înregistrați ca trecând prin experiențe similare cu cele ale multor șamani: se nasc cu anomalii fizice, cum ar fi surplus de oase sau dinți, boli, dezmembrare de către o ființă mitologică și recuperarea cu o creștere a capacităților, sau lupta cu alți șamani sau ființe fantastice.
Caracteristici de acest fel pot fi recunoscute în mai multe exemple de șamanism în Siberia. Întrucât limba maghiară aparține familiei uralice, ne putem aștepta să le găsim printre popoarele uralice. Unele dintre ele au menținut șamanismul până în vremurile moderne. Mai ales izolarea populației nganasan, a făcut posibil că șamanismul să fie un fenomen viu chiar și la începutul secolului 20. Ultimele ședințe notabile  ale unor șamani nganasani au fost înregistrate pe film în anii 1970.
Spațiul originar al populațiilor proto uralice este controversat. Rezultatele combinate ale mai multor științe au sugerat nordul Munților Urali Centrali și cursul mijlociu și inferior al fluviului [[Obi]]. .

## Artefacte
Unele artefacte, (vezi online) sunt disponibile cu imagini și descrieri:
- Copacul care ajunge la cer pe un deal, cu un corp ceresc sus stânga, și vite, atât pe jos cât și pe sus. Aso, Diószegi Vilmos au identificat o scara șamanică în imagine.[9] Decor de un corn saltcellar, colectate în satul Biharnagybajom, județul Hajdú-Bihar.  Artefactul (împreună cu alte cele) este desenat de Szűcs Sándor, etnograf. Vezi online.[10][11]
- Luptă între doi oameni táltos (amândoi cu chip de tauri). Decor pe porumb saltcellar, colectate într-Sárrét. Artefactul este desenat de etnograful Szűcs Sándor. Vezi online.[12] o Altă imagine prezintă oameni táltos care luptă ca  tauri albi și negri, unul dintre ei ajutat de către un bărbat. Desen de Dudás Juló, Galgamácsa. Nu on-line.[13][necesită clarificare]

## Dualismul sufletului
Dualismul sufletului poate fi observat în mai multe culturi, în mai multe variante: despre unele persoane se crede că au mai mult decât un singur suflet. Exemple pot fi găsite în mai multe culturi din nordul Eurasiei, la unele grupuri de eschimoși și la majoritatea popoarelor uralice, inclusiv la maghiari. Unele din multele exemple disting două suflete: un suflet al trupului pentru menținerea funcțiilor organismului, și un suflet liber, care poate părăsi corpul (chiar și în timpul vieții), cu mari variații pe această temă între culturi.
În unele culturi, ar putea fi legate de concepte șamanice . În credințele șamanice ale unor grupuri de eschimoși ,  "calatorie spirituala" a șamanului, cu ajutorul spiritelor sale, în locuri îndepărtate este explicat cu astfel de concepte legate de suflet. Sufletul liber al șamanului este cel care părăsește trupul. Potrivit unor explicații, această lipsă temporală a sufletului liber al șamanului  este urmată de un substitut: corpul șamanului este păzit de unul de-al lui/de-al ei spirit ajutător în timpul călătoriei spiritului; de asemenea, o legendă conține acest motiv în timp ce descrie o călătorie efectuată de  sufletul liber al șamanului ajutat de spirite.
După cum s-a menționat, conceptul a fost observat și în rândul maghiarilor. Sufletul corpului, lélek a fost legate de respirație (indicat de etimologie). Sufletul umbră numit íz a fost legate de sufletul călător al morților. Teama de el, se poate constata în blesteme ca: "Vigyen el az íz!" (= "Lua-te-ar sufletul umbră!"). Acest blestem este necunoscut celor mai mulți oameni în zilele noastre, și cuvântul "íz" (în acest sens) este de asemenea necunoscut, sau simțit ca un arhaism cu sensul uitat.

## A se vedea, de asemenea,
- Táltos
- Mitologia maghiară